# Liste der Kulturdenkmäler in Oberahr
In der Liste der Kulturdenkmäler in Oberahr sind alle Kulturdenkmäler der rheinland-pfälzischen Ortsgemeinde Oberahr aufgeführt. Grundlage ist die Denkmalliste des Landes Rheinland-Pfalz (Stand: 21. Dezember 2021).

## Einzeldenkmäler
| Bezeichnung                    | Lage                                                      | Baujahr                              | Beschreibung | Bild                           |
| ------------------------------ | --------------------------------------------------------- | ------------------------------------ | --- | ------------------------------ |
| Katholische Kirche St. Blasius | Hauptstraße Lage                                          | 1903                                 | neuromanischer Bruchsteinsaal, 1903                                                                                          | weitere Bilder Fotos hochladen |
| Hofanlage                      | Hauptstraße 14 Lage                                       | 17. oder 18. Jahrhundert             | Streckhof; Fachwerkhaus, verputzt, wohl aus dem 17. oder 18. Jahrhundert, Fachwerkscheune, teilweise massiv, 18. Jahrhundert | Fotos hochladen                |
| Scheune                        | Hauptstraße, zu Nr. 20 Lage                               | 18. oder Anfang des 19. Jahrhunderts | Fachwerkscheune mit Niederlass, 18. oder Anfang des 19. Jahrhunderts                                                         | weitere Bilder Fotos hochladen |
| Kapelle                        | südöstlich des Ortes an der K 83; Flur In den Birken Lage | 1865                                 | kleiner Bruchsteinbau, bezeichnet 1865                                                                                       | weitere Bilder Fotos hochladen |